# Stephanollona contracta
Stephanollona contracta är en mossdjursart som först beskrevs av Campbell Easter Waters 1899.  Stephanollona contracta ingår i släktet Stephanollona och familjen Phidoloporidae. Inga underarter finns listade i Catalogue of Life.